# Beameromyia punicea
Beameromyia punicea là một loài ruồi trong họ Asilidae. Beameromyia punicea được Martin miêu tả năm 1957. Loài này phân bố ở vùng Tân Bắc giới.